# De bruit et de fureur
Pour plus de détails, voir Fiche technique et Distribution.
De bruit et de fureur est un film français réalisé par Jean-Claude Brisseau, sorti en 1988.

## Synopsis
À la mort de sa grand-mère, Bruno, un rêveur de 13 ans, revient dans une cité de la banlieue parisienne à Bagnolet avec son serin. Souvent seul, il reporte son affection sur l'oiseau, qui dans son imagination se transforme en un faucon, accompagné d'une femme sensuelle et maternelle. D'un niveau scolaire trop bas, il entre dans un C.E.S. (Collège d'Enseignement Secondaire) ; il y rencontre son voisin Jean-Roger, terreur de l'établissement, et y fait l'apprentissage de la violence de cette banlieue : intimider les gens de leur établissement, choisir des victimes pour les agresser, et surtout, avec son groupe de délinquants, attaquer une bande rivale de manière brutale. Bruno fait la connaissance de sa professeure principale, qui le prend sous son aile. Jean-Roger admire son père, Marcel, un ancien militaire, devenu truand. Jean-Roger vit aussi avec sa mère, son oncle et son grand-père paternel qui décède de maladie. Jean-Roger est jaloux de son frère Thierry, et du couple qu'il forme avec une journaliste. La jeune femme est violée par Jean-Roger et sa bande. Thierry intervient, mais il est matraqué, et capturé par la bande. Le père le sauve, muni d'un fusil, et tue trois des participants au tabassage de Thierry. Jean-Roger, qui a un pistolet, riposte, et tue son père. Le serin de Bruno qui s'était échappé de l'appartement est tué par Jean-Roger. Bruno trouve le serin mort et le pistolet que Jean-Roger, ivre, a abandonné ; désespéré de la mort de son seul vrai ami, Bruno retourne l'arme contre lui et se suicide. Jean-Roger finit en prison à la maison d'arrêt de Fleury-Mérogis, d'où il écrit une lettre à son ex-professeure principale.

## Fiche technique
- Titre : De bruit et de fureur
- Réalisation : Jean-Claude Brisseau
- Scénario : Jean-Claude Brisseau
- Production : Margaret Ménégoz
- Photographie : Romain Winding
- Montage : Lisa Heredia
- Pays d'origine :  France
- Format : Couleurs - Mono
- Genre : drame
- Durée : 95 minutes
- Date de sortie : 1er juin 1988
- Film interdit aux moins de 16 ans lors de sa sortie en France
- Lieux de tournage : Bagnolet[2], Aubervilliers (Seine-Saint-Denis)
- Restauration : Lumières Numériques (2015)

## Distribution
- Vincent Gasperitsch : Bruno
- François Négret : Jean-Roger
- Bruno Cremer : Marcel, père de Jean-Roger et Thierry
- Thierry Hélaine : Thierry
- Victoire Buff : amie de Thierry
- Fabienne Babe : professeur principal de Bruno et Jean-Roger
- María Luisa García (comme Lisa Hérédia) : L'apparition
- Fejria Deliba : Mina
- Aurélie Sterling : copine de Mina
- Albert Montias : frère de Marcel
- Françoise Vatel : femme de Marcel
- Sandrine Arnault : fille de Marcel
- Antonio Garcia : grand-père de Jean-Roger et père de Marcel
- Lucien Plazanet : un voisin
- Antoine Fontaine : principal du C.E.S. (collège d'enseignement secondaire)
- Luc Ponette : sous-directeur du C.E.S.
- Isabelle Hurtin : l'assistante sociale

## Tournage
Le film se déroule principalement à Bagnolet
- Sortie du métro Gallieni
- Rue Gabrielle et funiculaire de Montmartre
- Extérieur du collège C.E.S. : Collège Travail Langevin à Bagnolet

## Musiques
- Retour à Paris par Charles Trenet.
- Aux marches du palais par Nana Mouskouri de 1972.

## Analyse
Le film dépeint la banlieue des années 1980 : celle de la violence, de l'exclusion, de la solitude, des bandes délinquantes, de la misère sociale et de l'échec scolaire. Il n'y a pas l'influence de la culture urbaine américaine des décennies suivantes mais la violence est déjà omniprésente. Le scénario ose associer les genres : scènes réalistes et fantastiques, dramatiques et comiques, triviales et poétiques dans un contexte social aussi dur. Le réalisateur, Jean-Claude Brisseau, déclarera à propos des critiques sur la manière dont la violence des banlieues est dépeinte dans le film, qu'elle est cent fois moindre que dans la réalité. Le film traite de l'échec scolaire à travers Bruno et Jean-Roger et leur professeur symbolise la pureté dans un monde hostile et pervers. Elle s'obstine à aider Bruno malgré les difficultés. Jean-Roger et son père symbolisent la famille « cas social » par excellence. Son père est un truand anarchiste, qui possède une petite conscience politique en considérant qu'en utilisant la truanderie comme moyen d'émancipation, il échappe ainsi à sa condition sociale de prolétaire.[Interprétation personnelle ?]

## Distinctions

### Récompenses
- Festival de Cannes 1988 : Prix spécial de la jeunesse (film présenté en section Perspectives du Cinéma Français)
- Césars 1989 : nomination au César du meilleur espoir masculin pour François Négret